# Banisterioides madagascariensis
Banisterioides madagascariensis är en tvåhjärtbladig växtart som beskrevs av Marcel Marie Maurice Dubard och Dop. Banisterioides madagascariensis ingår i släktet Banisterioides och familjen Malpighiaceae. Inga underarter finns listade i Catalogue of Life.